# T-City
T-City ist ein Projekt der Deutschen Telekom AG, bei dem eine ausgewählte Stadt Personal-, Sach- und Finanzmittel von der Telekom zum Aufbau einer Telekommunikations-Hochleistungsinfrastruktur und der Umsetzung von Projektideen erhält. Um eine geeignete T-City zu finden, ging dem Projekt ein Ideenwettbewerb voraus, den die Stadt Friedrichshafen am Bodensee gewann. Das Projekt, für das ursprünglich eine Laufzeit von fünf Jahren (bis 2012) geplant war, hat als Hauptziele die Erhöhung der Lebens- und Standortqualität durch Einsatz moderner Informations- und Kommunikationstechnologien sowie die Vernetzung der Stadt. Im Dezember 2011 wurde beschlossen, das Projekt um drei Jahre zu verlängern (bis 2015). Das Projekt wurde am 27. Februar 2015 offiziell beendet.
Seit März 2016 gibt es auch in Kroatien eine T-City: Dubrovnik.

## T-City Friedrichshafen

### Wettbewerb
Der Städtewettbewerb begann am 31. Mai 2006. Über 400 deutsche Städte mit einer Einwohnerzahl von 25.000 bis 100.000 konnten teilnehmen. Mithilfe eines zweistufigen Verfahrens wurden am 1. Dezember 2006 aus 52 teilnehmenden Städten zehn Endrundenteilnehmer ausgewählt. Im Mittelpunkt des Wettbewerbs stand die gesamte Stadt als urbaner Lebensraum. Bürger, soziale Gruppen, Unternehmen und städtische Institutionen waren aufgefordert, gemeinsam eine Bewerbung zu erstellen. Aufgabe dieser Gemeinschaftsbewerbung war es, innovative und umsetzbare IKT-Anwendungen für die eigene Stadt zu entwerfen. Am 21. Februar 2007 wurde Friedrichshafen von einer elfköpfigen unabhängigen Jury zum Sieger gekürt.
Die verbleibenden neun Städte der Endrunde (Arnsberg, Coburg, Frankfurt (Oder), Görlitz, Kaiserslautern, Kamp-Lintfort, Neuruppin, Osterholz-Scharmbeck und Schwäbisch Hall) erhielten Leistungen im Wert von jeweils 50.000 Euro zur Verwirklichung einer Projektidee.
Den Sonderpreis der Jury für das beste soziale Projekt im Wert von 100.000 Euro erhielt die Stadt Arnsberg für das Projekt „e-Kinderbetreuung“. Er wurde am 15. März 2007 von Bundeskanzlerin Angela Merkel auf der CeBIT in Hannover überreicht.

#### Jury
Die T-City-Jury setzt sich aus elf unabhängigen Juroren aus unterschiedlichen gesellschaftlichen Bereichen zusammen.
1. Volker Angres, Leiter ZDF.umwelt-Redaktion
2. Jo Groebel, Direktor Deutsches Digital Institut
3. Harald Korb, Ärztlicher Direktor Personal Health Care Telemedicine Services
4. Gerd Landsberg, Präsidium Deutscher Städte- und Gemeindebund
5. Miriam Meckel, Lehrstuhl für Corporate Communication an der Universität St. Gallen
6. Eckard Minx, ehemaliger Leiter Forschungsabteilung „Gesellschaft und Technik“ Daimler AG; Vorstandsvorsitzender Daimler und Benz Stiftung
7. Thomas Osterkorn, Chefredakteur Stern
8. Susanne Risch, Chefredakteurin BrandEins Wissen
9. Herbert Schmalstieg, Oberbürgermeister a. D. Hannover
10. Hans Burghard Ziermann, Geschäftsführer Lucent Technologies
11. Stephan Althoff, Leiter Konzernsponsoring Deutsche Telekom AG

### Definition
In dem Gemeinschaftsprojekt T-City sollen innovative Informations- und Kommunikationsanwendungen für eine ganze Stadt umgesetzt werden.
T-City ist ein breit angelegtes Gemeinschaftsprojekt der Deutschen Telekom AG mit Bürgern, Unternehmen und anderen öffentlichen und privaten Organisationen aus Friedrichshafen. Das Projekt will zeigen, welche Nutzen und Mehrwerte innovative Informations- und Kommunikationstechnologien (IKT) bereits heute erzeugen und welche Chancen und Nutzenpotenziale in ihnen noch liegen (beispielsweise durch bessere Kommunikationsmöglichkeiten, technische Vereinfachungen, Zeit- und Geldersparnisse oder Ressourcenschonung). Besondere Merkmale von T-City sind der Bottom-up-Ansatz und die nahezu alle Lebenslagen und Nutzergruppen umfassende Breite des Projektes.

### Ziele
Hauptziele des Projektes sind die Verbesserung der Lebensqualität der Bürger und die Verbesserung der Standortqualität für Unternehmen. Darüber hinaus soll mit den realisierten IKT-Anwendungen eine gute Vernetzung der Bürger und Institutionen und somit insgesamt eine verbesserte Integration der Stadt erreicht werden. Im Zentrum von T-City steht der konkrete Nutzen für alle Anwender. Im Sinne der Überwindung des so genannten digital divide sollen darüber hinaus auch bisherige Nichtnutzer die neuen Anwendungen kennenlernen und im Weiteren verwenden können. Mit T-City will die Telekom eine neue Form des nachfrageorientierten Innovationsmanagements erproben, die über den angebotsorientierten Ansatz der Entwicklung und Markteinführung neuer Technologien hinausgeht, indem Nutzergruppen von vornherein involviert werden.

### Vorteile
Für Friedrichshafen liegen die Vorteile unter anderem im vorzeitigen Ausbau der Breitbandinfrastruktur, in hohen Investitionen in vielfältige IKT-Anwendungen, in den Synergieeffekten für Wirtschaft und Verwaltung sowie in dem nachhaltigen Imagegewinn als Innovationsstandort.

### Kooperationsmodell
Mit dem T-City-Projekt wurde erstmals eine auf längere Zeit angelegte umfassende partnerschaftliche Zusammenarbeit zwischen einem Konzern und einer ganzen Stadt, der Stadt Friedrichshafen, vereinbart.

### Investitionen der Telekom
Die Telekom investierte in die T-City Friedrichshafen zunächst in den Ausbau der Netzinfrastruktur innerhalb des Stadtgebietes nach dem neuesten Standard (VDSL mit bis zu 50 Mbit/s im Festnetz und HSDPA mit bis zu 7,2 Mbit/s im Mobilfunk). Darüber hinaus stellt sie umfangreiche Leistungen für die Umsetzung, Erprobung und Kommunikation innovativer IKT-Anwendungen zur Verfügung zu stellen.

### Anwendungen
- Unter anderem wurde ein E-Ticketing Dienst via Handy für den Katamaran, ein öffentliches Verkehrsmittel zwischen Friedrichshafen und Konstanz, getestet.
- Im Bereich E-Government Lösungen wurde eine Potenzialanalyse und Prozessoptimierung beschlossen und begonnen.
- Der Bereich „Vernetztes Zuhause“ stellt einen Kernbereich dar, in dem erstmals das Strom- und das Breitbandnetz miteinander verknüpft wurden. Die Ergebnisse des Pilotprojekts dienen dazu, die Lösung weiterzuentwickeln. Die Installation von intelligenten Stromzählern in einigen Haushalten der Stadt ermöglicht den Anwendern, dass sie ihren Energieverbrauch im Internet verfolgen und so Einfluss auf ihre persönliche Energiebilanz nehmen können. Ein entwickeltes Serviceportal, das Dienst- und Serviceleistungen, insbesondere für Senioren, gebündelt über ein wohnungseigenes Touchscreen-Terminal zum Abruf anbietet, befindet sich in der Testanwendung. Geplant ist, auch Telefonie, IT und Entertain-Dienste einzubinden.
- Für den Bereich Medizin wurde eine mobile Telemedizin-Anwendung für Patienten mit Herzinsuffizienz im Test realisiert.
- Eine internetbasierte Lernplattform, die an drei Schulen in T-City getestet wurde, wurde im Anschluss in Betrieb genommen. Das System ermöglicht es, multimediale Lern- und Lehrmethoden sowie aktuelle Inhalte in den Schulunterricht zu integrieren.
- Seit 2009 sind 37 Kindergärten Friedrichshafens an ein webbasiertes Portal angeschlossen, das die Prozesse um die Vergabe und Organisation von Betreuungsplätzen für Eltern und Kindergärten vereinfacht.
- Anfang 2011 wurde das auf Dynamic Ridesharing fokussierte Mitfahrnetzwerk flinc in der T-City getestet.

Weitere Anwendungen sind in Realisierung.

### Botschafter
Zwanzig so genannte T-City Botschafter aus Friedrichshafen stehen den Bürgern und Unternehmen als Ansprechpartner und Auskunftsgeber über das T-City-Projekt zur Verfügung. Sie kommen aus unterschiedlichen Berufs- und Altersklassen und sind jeweils auf ein bestimmtes Projektfeld spezialisiert. Sie informieren über Möglichkeiten im Rahmen des Projektes, erklären die Technologien und ihre Anwendungsmöglichkeiten.

### Zukünftler
Seit 2009 gibt es in der T-City Friedrichshafen die so genannten Zukünftler. Sie wurden kostenlos mit neuartigen Informations- und Kommunikationstechnologien (u. a. Telefonanlagen, Mobilfunkgeräte, Internetfernsehen, intelligente Stromzähler) ausgestattet und erproben diese in ihrem Lebensalltag. Zudem testen sie verschiedene T-City-Projekte in der Anwendung. Um verschiedene Gruppen der Stadtbevölkerung einzubinden, wurden sechs Privathaushalte, zwei Studenten-WGs sowie ein Kindergarten von einer Jury als „Zukünftler“ ausgewählt.

### Evaluation
Das T-City-Projekt wurde von der Arbeitsgruppe Stadt- und Regionalforschung des Geographischen Instituts der Universität Bonn zwischen 2007 und 2012 evaluiert. Ziel der Evaluation war es, zu überprüfen, inwieweit das Projekt das selbst formulierte Ziel der „Erhöhung der Lebens- und Standortqualität“ erreicht. Der Abschlussbericht zur Evaluation wurde als Buch veröffentlicht.
Die Evaluation des Projektes erfolgte mit einem Methodenmix aus qualitativer und quantitativer Sozialforschung. Es wurden standardisierte Befragungen und qualitative Interviews mit Bewohnern sowie Vertretern von Unternehmen geführt. Jährlich wurden 1000 zufällig ausgewählte Bewohner der Stadt Friedrichshafen und 150 Vertreter von Unternehmen mittels computergestützten Telefoninterviews befragt. Zusätzlich wurden jeweils ca. 30 leitfadengestützte qualitative Interviews mit Bewohnern sowie mit Vertretern von Unternehmen geführt. Ergänzt wurden diese Erhebungen durch Expertengespräche sowie Presse-, Homepage- und Dokumentenanalysen. Das Team des Geographischen Instituts wurde von einem interdisziplinären Wissenschaftsnetzwerk unterstützt.
Die Einschätzung der Bevölkerung zu der Frage, inwieweit das Projekt die Lebensqualität in Friedrichshafen erhöht hat, hing von verschiedenen Faktoren ab. Bewohner, die Einzelprojekte von T-City genutzt haben, bewerteten den Beitrag des Projektes zur Verbesserung der Lebensqualität in Friedrichshafen deutlich höher, als die Nichtnutzer (41 % vs. 25 %). Männer bewerteten den Beitrag mit 40 % höher als Frauen mit 31 % (dieser Unterschied zwischen Männern und Frauen, der für diejenigen der 1000 Befragten gilt, die T-City kannten, kann jedoch nicht auf die Gesamtstadt übertragen werden, da der Unterschied statistisch nicht signifikant ist, d. h. der statistische Fehler durch die Stichprobe ist größer als der gemessene Unterschied.) Das Alter der Befragten hängt jedoch nicht eindeutig mit der Bewertung zusammen. Die 14- bis 29-Jährigen (Nutzer und Nichtnutzer) gingen zu 38 % davon aus, dass T-City die Lebensqualität in Friedrichshafen erhöht hat, die 30- bis 49-Jährigen zu 34 %, die 50- bis 65-Jährigen zu 37 % und die über 65-Jährigen zu 35 %.
Unternehmensvertretern war das Projekt zu 94 % bekannt. 51 % gingen während der Befragung 2011 davon aus, dass das Projekt die Standortbedingungen in Friedrichshafen deutlich verbessern wird. Ein Drittel der Unternehmen ging darüber hinaus davon aus, dass ganz konkret das eigene Unternehmen einen Vorteil dadurch haben wird, dass Friedrichshafen T-City geworden war. Auch bei den Unternehmen bewerteten diejenigen, die Einzelprojekte bereits genutzt hatten, den Beitrag des Projektes zur Standortqualität deutlich positiver als die Nichtnutzer (59 % vs. 30 %).
Die Ergebnisse der qualitativen Forschungsteile lassen sich wie folgt zusammenfassen: Das Ausprobieren von funktionierenden Produkten oder Lösungen führte bei den Befragten zu positiven Bewertungen eines Beitrages von Technologie zur Lebensqualität. Die Technologie stand jedoch in der Regel nicht im Vordergrund, sondern der konkrete Nutzen für den eigenen Alltag (erleichterte Kommunikation, erleichterte Organisation, erhöhte Sicherheit).
Vor Ort wurde das Projekt seit dem 1. Januar 2009 auch vom Deutsche Telekom Institute for Connected Cities an der Zeppelin University wissenschaftlich begleitet.

### Unterstützer
Das Projekt wird zudem vom Deutschen Städte- und Gemeindebund (DStGB) und anderen Partnern wie zum Beispiel Alcatel-Lucent und Samsung Electronics oder Technische Werke Friedrichshafen TWF (www.twf-fn.de) unterstützt. Der Geschäftsführer der TWF, Stefan Söchtig, ist seit 2009 Geschäftsführer der Projektgesellschaft für T-City Friedrichshafen. Seitdem hat das Joint-Venture-Projekt weltweite Bedeutung gewonnen.